# 12244 Werfel
12244 Werfel eller 1988 RY2 är en asteroid i huvudbältet som upptäcktes den 8 september 1988 av den tyske astronomen Freimut Börngen vid Tautenburg-observatoriet. Den är uppkallad efter den österrikiske författaren Franz Werfel.
Den tillhör asteroidgruppen Eos.